# TN J0924-2201
TN J0924-2201 è una radiogalassia situata in direzione della costellazione dell'Idra, la cui luce ha impiegato 12,523 miliardi di anni per giungere fino alla Terra (light travel time), con una distanza comovente di 26,231 miliardi di anni luce.
TN J0924-2201 fu scoperta nel 1999 da Will van Breugel e collaboratori con osservazioni effettuate mediante il telescopio Keck. Al momento risulta la più distante radiogalassia conosciuta. La fonte energetica è data dalla presenza di un buco nero supermassiccio al centro della galassia. La luminosità è 30 volte maggiore della nota radiogalassia Cygnus A che, peraltro, è 200 volte più vicina alla Terra. Tuttavia, proprio per la sua estrema lontananza, la magnitudine apparente è pari a 25,85.
Nel 2011 uno studio è stato condotto da un team congiunto dell'Università Ehime e dell'Università di Kyoto con i dati raccolti dal Telescopio Subaru utilizzando il Faint Object Camera and Spectrograph (FOCAS) per analizzare la composizione chimica della galassia. Sorprendentemente è stata rilevata per la prima volta la presenza di significative quantità di carbonio in una galassia così distante e in un'epoca così precoce nella storia dell'Universo, solo poco più di un miliardo di anni dopo il Big Bang. Ciò porta a concludere che il carbonio si è formato precocemente, almeno 12,5 miliardi di anni fa.